# Klaus Kieser
Klaus Peter Kieser  (* 25. September 1961 in Wiesbaden) ist ein deutscher Tanzpublizist, Verleger und Kulturmanager.

## Leben und Wirken
Klaus Kieser studierte nach seinem Abitur, das er am Staatlichen Gymnasium von Pullach im Isartal ablegte, von 1981 bis 1986 Theaterwissenschaft, Musikwissenschaft und Neuere Geschichte an der Ludwig-Maximilians-Universität München; während seiner Schulzeit hatte er sich viel mit Musik beschäftigt (einer seiner Klavierlehrer war der Komponist Dafydd Llywelyn gewesen). In seiner Magisterarbeit erstellte er eine Strukturanalyse des zweiten Akts des Balletts Schwanensee anhand einer in der Benesh Movement Notation angefertigten choreographischen Partitur. 1986/87 absolvierte er den Postgraduierten-Studiengang Dance Studies an der University of Surrey, den er mit dem Postgraduate Diploma abschloss. An der Universität Bayreuth promovierte er 1990 mit einer Dissertation über das Gärtnerplatztheater in München während des Nationalsozialismus.
Von 1987 bis 1991 war er wissenschaftlicher Mitarbeiter am Forschungsinstitut für Musiktheater der Universität Bayreuth. Danach war er freiberuflich als Lektor und Dramaturg tätig. Unter anderem arbeitete er für August Everding an dessen Buch Wenn für Romeo der letzte Vorhang fällt (1993), war Dramaturg des Jugendfestspieltreffens Bayreuth (1994/95) und lektorierte zahlreiche Reiseführer.
1999 gründete er den K. Kieser Verlag, um die Zeitschrift tanzdrama (herausgegeben von der Mary Wigman-Gesellschaft) zu verlegen. tanzdrama fusionierte zu Beginn des Jahres 2003 mit der Zeitschrift Ballett-Journal / Das Tanzarchiv und hieß von da an tanzjournal. Zwischen 2007 und 2009 erschien tanzjournal im Friedrich Berlin Verlag und wurde von Kieser und Michael Merschmeier herausgegeben. Dann fusionierte tanzjournal mit der Zeitschrift ballet-tanz zum Magazin tanz (Friedrich Berlin Verlag); Kieser war von 2010 bis 2012 einer der beiden leitenden Redakteure.
Zudem verlegte Kieser seit 2001 in seinem Verlag Bücher aus dem Bereich des Tanzes, darunter Norbert Servos’ Monografie Pina Bausch. Tanztheater über das Werk und die Ästhetik der Tänzerin und Choreographin Pina Bausch (erste Auflage 2003, dritte Auflage 2012) und als deutsche Übersetzung Was der Körper zu erzählen hat. Expressive Arts Therapy in Theorie und Praxis von Daria Halprin (erste Auflage 2013, zweite Auflage 2020).
Seit September 2014 ist Kieser am Saarländischen Staatstheater Manager und Dramaturg der Ballettkompanie und damit enger Mitarbeiter des Ballettdirektors und Choreographen Stijn Celis. Seit Juni 2022 fungiert er auch als dessen Stellvertreter.
Kieser ist außerdem Koautor zweier Standardwerke zum Ballett, die im Reclam-Verlag erschienen sind. Darüber hinaus hat er Kritiken und Essays hauptsächlich in den genannten Tanzzeitschriften sowie Programmheft-Beiträge veröffentlicht. 
Von November 2018 bis September 2021 gehörte Kieser dem Vorstand des Dachverbands Tanz Deutschland an. Von Mai 2022 bis Mai 2025 war er im Präsidium der BBTK, des Zusammenschlusses deutscher Ballett- und Tanztheaterdirektoren. 

## Veröffentlichungen (nur Bücher)
- Das Gärtnerplatztheater in München 1932–1944. Zur Operette im Nationalsozialismus. Frankfurt am Main u. a.: Peter Lang, 1991 (= Dissertation Universität Bayreuth 1990).
- Reclams Ballettführer. 13., völlig neu bearbeitete Auflage. Stuttgart: Reclam, 2002 (mit Katja Schneider; 14. Auflage 2006, 15. Auflage 2009, 16. Auflage 2015).
- Kleines Wörterbuch des Tanzes. 2. Auflage. Stuttgart: Reclam, 2006 (mit Horst Koegler); ab 3. Auflage 2009: Wörterbuch des Tanzes (4. Auflage 2016, 5. Auflage 2018, 6. Auflage 2019).
- Ballett heute. Stuttgart: Reclam, 2012 (mit Bettina Stöß).

| Personendaten    | Personendaten                                        |
| ---------------- | ---------------------------------------------------- |
| NAME             | Kieser, Klaus                                        |
| ALTERNATIVNAMEN  | Kieser, Klaus Peter (vollständiger Name)             |
| KURZBESCHREIBUNG | deutscher Tanzjournalist, Verleger und Kulturmanager |
| GEBURTSDATUM     | 25. September 1961                                   |
| GEBURTSORT       | Wiesbaden                                            |